# Club Atlético Argentino (Junín)
O Club Atlético Argentino de Junin é um clube de basquete da cidade de Junín, Argentina. Foi campeão da temporada 2010 TNA, torneio de acesso a  LNB Liga Nacional de Básquet da Argentina. No entanto, caiu no ano seguinte, jogou um ano e retonaram a LNB sendo vice campeão vencendo  Oberá Tennis Club.